# Graciano (jurista)
Graciano, também conhecido como Franciscus Gracianus ou Johannes Gratianus, foi um monge jurista camaldulense e professor de teologia bolonhês. Suas datas exatas de nascimento e morte são desconhecidas, embora saiba-se que sua vida transcorreu entre os séculos XII e XIII. É considerado o pai do direito canônico graças a sua obra Concordia discordantium canonum, que permaneceu em vigência até 1917.
A pouca informação que se tem sobre Graciano é fornecida em sua própria obra, nos sumários e compilações dos primeiros exemplares do século XII. Também não há certeza se a obra é de sua escrita ou se foi apenas uma compilação.
Com comentários ulteriores e adendos, a obra de Graciano foi incorporada à chamada Corpus Juris Canonici. Seu Decretum Gratiani, como ficou conhecido, tornar-se-ia rapidamente o livro-texto padrão de estudantes do direito canônico por toda a Europa, embora sem nunca ter recebido algum reconhecimento oficial do papado. Somente o Codex Juris Canonici, de 1917, o colocaria em desuso.

## Biografia e especulação
A vida de Graciano está sujeita a muita especulação, visto que a biografia tradicional que nos foi legada é demonstradamente falsa em sua maioria, inclusive restando dúvidas concernentes ao seu título de monge. Outros cronistas o definem como conselheiro do papa Inocêncio II (1130-1143) ou de Eugênio II (1145-1163), embora sua condição de monge seja corroborada pela maioria da doutrina. Por outro lado, sabe-se com total certeza que Graciano foi o autor de Concordia discordantium canonum.
Segundo a Crônica de Martin von Troppau, Graciano nasceu em Chiusi della Verna, uma cidade toscana da Itália.
Segundo outras versões, poderia ter nascido em Orvieto, na cidade italiana de Ombrie. Graciano tornou-se monge em Camaldoli, dedicando-se depois ao ensino do Direito no monastério de San Félix na Bolonha consagrando sua vida a estudar os cânones eclesiásticos, elaborando seu Decreto de Graciano. Segundo parece, foi ajudado por seus discípulos do monastério de San Félix — especialmente de Paucapalea —, que continuaram sua obra, acrescentando inclusive as chamadas Paleae.

Graciano foi membro da Faculdade de Direito da Universidade de Bolonha durante a Alta Idade Média.

Suas conquistas no campo do direito canônico tornaram-no uma eminência da época e, junto ao prestígio de Irnério no campo do direito civil, converteram a Bolonha no centro de excelência de estudo do Direito. Graças a ambos, após a proliferação de universidades por toda a Europa o Direito passou a ser uma ciência jurídica independente da retórica e se difundiu por todo o continente, sendo o epicentro dessa revolução a própria Universidade de Bolonha, sendo Graciano o precursor do ramo de direito canônico. Convém, no entanto, ter em conta que o direito canônico não surgiu com Graciano, senão o seu estudo científico: ensinou a deduzir dos textos antigos o seu sentido genuíno, a aplicar as normas antigas às exigências contemporâneas, a resolver as controvérias e a suprir as lacunas.
A data, causa e local de sua morte também são desconhecidos. Provavelmente ocorreu antes do III Concílio de Latrão (1179), posto que segundo as crônicas da época "sentiu-se a ausência do Mestre Graciano". Também se desconhece o local onde foi enterrado, embora a cidade de Bolonha tenha reivindicado essa honra, inclusive construindo um monumento funerário em sua homenagem na Basílica de São Petrônio.

## Sua obra
Graciano reuniu uma grande quantidade de doutrinas, incluindo interpretações da Bíblia, legislação papal e conciliar, leis seculares, entre muitas outras, em seus esforços de conciliar e unificar o direito canônico, sistematizando-o e eliminando possíveis contradições. Sua compilação, a Concordia discordantium canonum ou Decreto de Graciano é sua obra mais importante.

### Decreto de Graciano
O Decretum de Gratiani ou Concordia discordantium canonum (Concordância das Discordâncias dos Cânones) é uma obra pertencente ao direito canônico que, como indica seu título, trata de conciliar a grande quantidade de cânones existentes desde séculos anteriores, muitos dos quais opostos entre si. Forma a primeira parte da coleção de seis textos jurídicos, conhecida como a recompilação Codex Juris Canonici.
Essa obra de enormes proporções representou um passo importante na consolidação e unificação do Direito da Igreja na Alta e na Baixa Idade Média, além de aumentar a importância do canonista, que passou a ter uma atividade doutrinária própria, até então restrita à política legislativa pontifícia.

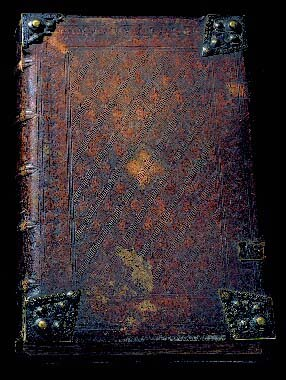
Exemplar do manuscrito original.

#### Estrutura
O Decreto de Graciano é uma coleção de cerca de 3.800 textos que recolhem e sistematizam o direito canônico anterior (ver Fontes). A obra encontra-se estruturada em três partes: A primeira consiste nas distinciones, que trata das fontes do direito, da hierarquia eclesiástica e das disciplinas do clero; a segunda parte consiste em trinta e seis causae, cada uma dividida em questiones que tratam, entre outras coisas, do processo judicial, ordens religiosas, heresias, casamento e penitência; a terceira parte, de consecratione, diz respeito aos demais sacramentos.

#### Método
Em sua obra, Graciano recorreu à técnica dialética do sic et non elaborada por Pierre Abélard. Também reconheceu o valor relativo às diferenças das fontes e introduziu a ideia de jurisprudência no direito canônico, além de conferir a este um valor notavelmente prático e útil para sua aplicação. Por isso, embora sua obra não tenha sido considerada oficial, sua utilização estendeu-se por toda a Europa e através da História, consagrando Graciano como a maior influência do direito canônico moderno.

## Influência e repercussão
O nome pelo qual Graciano batizou seu trabalho (Concordância das Discordâncias dos Cânones) sugere o objetivo que buscava: harmonizar os cânones redigidos ao longo da Alta e início da Baixa Idade Média, que, em muitos casos, mantinham contradições entre si. Nesse sentido, Graciano discute em sua obra as diversas interpretações e uma única solução proposta para cada tema. Esta abordagem dialética permitiu que outros professores das leis canônicas trabalhassem com o Decretum, desarolando suas próprias conclusões, soluções e comentários.

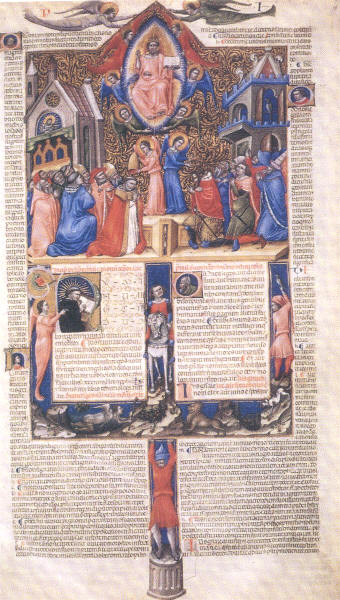
Iluminura de uma página do livro Concordia discordantium canonum, feito por Graciano no século XIII.

O resultado final do trabalho realizado por Graciano foi conseguir a unificação jurídica proposta ao final da Alta Idade Média pela Igreja, que pôde com isso abandonar o particularismo das igrejas nacionais e criar um único e centralizado poder dentro do direito canônico. O movimento denominado reforma gregoriana só conseguiu ser implementado mediante a política legislativa pontifícia, pelo que foi novidade o passo importante de consolidação motivado pela atividade doutrinária canonista.
Embora não tenha sido promulgado oficialmente, na prática o Decretum difundiu-se amplamente por sua utilidade na sistematização e clarificação da jurisprudência pontifícia e pela autoridade doutrinal dos textos contidos na obra, o que ajudou na proliferação do direito canônico durante o século XII, permanecendo em vigência até 1917, quando foi promulgado o Código de Direito Canônico durante o movimento conhecido como "Codificação", que percorreu toda a Europa.
Por ter uma estrutura bastante didática, a obra foi adotada rapidamente pelas escolas de Direito, primeiramente pela de Bolonha, considerada como a capital européia do estudo do Direito à época. Foi rapidamente interpretada e comentada, ajudando no ensino do direito canônico. Graciano, por isso, hoje é conhecido como uma das mais notáveis figuras de direito canônico.
Destaca-se a sua influência em Pedro Lombardo (a biografia medieval dizia que era irmão de Graciano, inclusive que eram gêmeos) e, por isso, de forma estendida em Tomás de Aquino.
A partir do Drecreto de Graciano, o Direito geral da Igreja, de acordo com os postulados de Gregório VII, desenvolveu-se pela legislação pontifícia. Por isso, apesar de o Decretum ter desempenhado um papel importante na reunificação, foi logo necessário recompilar as disposições, sobre todas as Decretais), que não refletiam a situação da época.

## Historiadores e estudiosos
Os historiadores e estudiosos mais reconhecidos no que diz respeito a Graciano são:
- Anders Winroth: É o estudioso mais importante do tema. Autor da obra The Making of Gratian's Decretum (A Criação do Decreto de Graciano, em português), essencial dentro desse campo de estudo. É professor do departamento de História da Universidade de Yale.
- Peter Landau: Professor de Direito, especialista na história legislativa alemã e bávara da Universidade de Munique. Seu trabalho sobre as fontes do Decreto de Graciano tem sido a descoberta recente mais importante na matéria.
- Manlio Bellomo: Professor italiano de História do Direito da Universidade da Catânia, na Sicília, especialista em direito público europeu.
- Stephan Kuttner: Criador do Instituto de Direito Canônico Medieval e estudante há mais de 50 anos do trabalho de Graciano.
- Kenneth Pennington: Professor de história eclesiástica e legislativa da Universidade Católica da América, em Washington. É especialista nos períodos durante e após Graciano.
- Bruce Brasington: Especialista em Ivo de Chartres, cuja obra Panormia foi uma importante influência para Graciano.